# Promotion 1929-1930
La Promotion 1929-1930 è stata la 20ª edizione della seconda serie del campionato lussemburghese di calcio. La stagione è iniziata il 25 agosto 1929 ed è terminata l'11 febbraio 1930. Le squadre The National Schifflange e Stade Dudelange hanno raggiunto la promozione in Première Division 1929-1930.

## Stagione

### Novità
Sono state promosse in Premiere Division la Union Luxembourg e l'US Dudelange. Sono state retrocesse dalla Premiere Division l'AS Differdange e lo Stade Dudelange. Dalla Seconda Divisione sono state promosse lo Sporting Steinfort e il Rumelange.

### Formula
2 punti alla vittoria, un punto al pareggio, nessun punto alla sconfitta.
Le 8 squadre partecipanti si affrontano in un girone di andata e ritorno, per un totale di 14 giornate.

Le prime due classificate sono promosse direttamente in Première Division 1929-1930. Le ultime due squadre vengono retrocesse direttamente in 2. Division.

## Squadre partecipanti
| Alliance Dudelange       | dettagli | Dudelange   | ... | 6º posto in Promotion                             |
| Aris Bonnevoie           | dettagli | Bonnevoie   | ... | 3º posto in Promotion                             |
| Differdange              | dettagli | Niederkorn  | ... | 7º posto in Première Division (Retrocesso)        |
| Progrès Grund            | dettagli | Grund       | ... | 4º posto in Promotion                             |
| Rumelange                | dettagli | Rumelange   | ... | 1º posto in 2. Division 2ºDistretto (Neopromosso) |
| Stade Dudelange          | dettagli | Dudelange   | ... | 8º posto in Première Division (Retrocesso)        |
| Steinfort                | dettagli | Steinfort   | ... | 1º posto in 2. Division 1ºDistretto (Neopromosso) |
| The National Schifflange | dettagli | Schifflange | ... | 5º posto in Promotion                             |

### Classifica finale
|  | Pos. | Squadra                  | Pt | G  | V  | N | P  | GF | GS | DR   |
|  | ---- | ------------------------ | -- | -- | -- | - | -- | -- | -- | ---- |
|  | 1.   | The National Schifflange | 22 | 14 | 11 | 0 | 3  | 63 | 17 | +46. |
|  | 2.   | Stade Dudelange          | 21 | 14 | 10 | 1 | 3  | 59 | 24 | +35. |
|  | 3.   | Differdange              | 18 | 14 | 8  | 2 | 4  | 37 | 16 | +21. |
|  | 4.   | Aris Bonnevoie           | 14 | 14 | 6  | 2 | 6  | 40 | 34 | +6.  |
|  | 5.   | Rumelange                | 13 | 14 | 6  | 1 | 7  | 25 | 35 | -10. |
|  | 6.   | Progrès Grund            | 13 | 14 | 5  | 3 | 6  | 35 | 25 | +10. |
|  | 7.   | Alliance Dudelange       | 11 | 14 | 5  | 1 | 8  | 24 | 45 | -21. |
|  | 8.   | Steinfort                | 0  | 14 | 0  | 0 | 14 | 11 | 98 | -87. |

Legenda:

      Promossa in Premiere Division 1930-1931.

      Retrocessa in Deuxieme Division 1930-1931.

Note:

Due punti a vittoria, uno a pareggio, zero a sconfitta.

#### Calendario
| Andata (1ª) | Andata (1ª) | Prima giornata        | Ritorno (8ª) | Ritorno (8ª) |
|             |             |                       |              |              |
| 25 ago.     | 10-1        | Aris-Steinfort        | 10-0         | 10 nov.      |
| 25 ago.     | 4-1         | Grund-Rümelingen      | 0-2          | 10 nov.      |
| 25 ago.     | 2-4         | Stade-AS Differdingen | 2-5          | 10 nov.      |
| 25 ago.     | -           | Schifflingen-Alliance | 3-2          | 10 nov.      |

| Andata (2ª) | Andata (2ª) | Seconda giornata           | Ritorno (9ª) | Ritorno (9ª) |
|             |             |                            |              |              |
| 8 set.      | 1-3         | Alliance-Stade             | 1-10         | 2 feb.       |
| 8 set.      | 2-1         | Rümelingen-AS Differdingen | 2-1          | 2 feb.       |
| 8 set.      | 1-3         | Schifflingen-Aris          | _-_          | 2 feb.       |
| 8 set.      | 3-7         | Steinford-Grund            | 0-7          | 2 feb.       |

| Andata (3ª) | Andata (3ª) | Terza giornata           | Ritorno (10ª) | Ritorno (10ª) |
|             |             |                          |               |               |
| 15 set.     | 3-1         | Alliance-AS Differdingen | 0-5           | 16 feb.       |
| 15 set.     | 2-5         | Aris-Stade               | _-_           | 16 feb.       |
| 15 set.     | 3-1         | Grund-Schifflingen       | 2-4           | 16 feb.       |
| 15 set.     | 3-0*        | Rümelingen-Steinfort     | 5-0           | 16 feb.       |

| Andata (4ª) | Andata (4ª) | Quarta giornata        | Ritorno (11ª) | Ritorno (11ª) |
|             |             |                        |               |               |
| 22 set.     | 1-0         | Alliance-Rümelingen    | 2-4           | 15 dic.       |
| 22 set.     | 2-2         | AS Differdingen-Aris   | 1-0           | 9 mar.        |
| 22 set.     | 10-0        | Schifflingen-Steinfort | 10-0          | 15 dic.       |
| 22 set.     | 3-3         | Stade-Grund            | 1-0           | 15 dic.       |

| Andata (5ª) | Andata (5ª) | Quinta giornata         | Ritorno (12ª) | Ritorno (12ª) |
|             |             |                         |               |               |
| 28 set.     | 4-0         | Aris-Alliance           | 0-2           | 23 feb.       |
| 28 set.     | 3-1         | AS Differdingen-Grund   | 0-0           | 29 dic.       |
| 28 set.     | 0-11        | Rümelingen-Schifflingen | 0-3           | 23 feb.       |
| 28 set.     | 1-9         | Steinfort-Stade         | 0-5           | 23 feb.       |

| Andata (6ª) | Andata (6ª) | Sesta giornata            | Ritorno (13ª) | Ritorno (13ª) |
|             |             |                           |               |               |
| 20 ott.     | 3-3         | Aris-Rümelingen           | 3-1           | 12 gen.       |
| 20 ott.     | 4-0         | Grund-Alliance            | 4-4           | 12 gen.       |
| 20 ott.     | 1-5         | Stade-Schifflingen        | 1-4           | 12 gen.       |
| 20 ott.     | 1-3         | Steinfort-AS Differdingen | 1-10          | 12 gen.       |

| Andata  | Andata | Settima giornata             | Ritorno | Ritorno |
|         |        |                              |         |         |
| 27 ott. | 0-1    | Grund-Aris                   | 3-0     | 19 gen. |
| 27 ott. | 1-4    | Rümelingen-Stade             | 1-4     | 9 mar.  |
| 27 ott. | 1-2    | Schifflingen-AS Differdingen | 1-2     | 19 gen. |
| 27 ott. | 3-4    | Steinfort-Alliance           | 1-5     | 19 gen. |